# Langlaufen op de Paralympische Winterspelen 1980
De IIe Paralympische Winterspelen werden in 1980 gehouden in Geilo, Noorwegen. België en Nederland namen niet deel aan deze Paralympische Spelen.
Dit was ook de tweede keer dat het langlaufen op het programma stond.

## Mannen

### 5 km
| Klasse |       | land | Goud              | land | Zilver          | land | Brons           |
| ------ | ----- | ---- | ----------------- | ---- | --------------- | ---- | --------------- |
| 1A     | 18:48 | FIN  | Pertti Sankilampi | FIN  | Samuli Kaemi    | FIN  | Otto Malkki     |
| 2A     | 18:32 | FIN  | Veikko Jantunen   | FRA  | Gerard Vandel   | SWE  | Bertil Lundmark |
| 2B     | 25:18 | FIN  | Ensio Kinnunen    | FRG  | Franz Sliwinski |      |                 |
| 3A     | 17:17 | FIN  | Jouko Grip        | FIN  | Erkki Seppaenen | SWE  | Rune Karlsson   |
| 3B     | 23:33 | FIN  | Kari Laakkonen    | FIN  | Reino Vesander  | FRG  | Adolf Fritsche  |
| 5      | 28:33 | NOR  | Erik Sandbraaten  |      |                 |      |                 |

### 10 km
| Klasse |       | land | Goud               | land | Zilver           | land | Brons             |
| ------ | ----- | ---- | ------------------ | ---- | ---------------- | ---- | ----------------- |
| 1A     | 36:59 | FIN  | Pertti Sankilampi  | FIN  | Samuli Kaemi     | FIN  | Tauno Seppaenen   |
| 2A     | 35:57 | FIN  | Veikko Jantunen    | FIN  | Erkki Kukkanen   | SWE  | Bertil Lundmark   |
| 2B     | 49:53 | FIN  | Ensio Kinnunen     | FRG  | Franz Sliwinski  |      |                   |
| 3A     | 33:07 | FIN  | Jouko Grip         | FIN  | Heikki Miettinen | FIN  | Erkki Seppaenen   |
| 3B     | 40:20 | NOR  | Cato Zahl Pedersen | FIN  | Kari Laakkonen   | FIN  | Reino Vesander    |
| 5A     | 33:33 | NOR  | Morten Langeroed   | NOR  | Terje Loevaas    | NOR  | Torbjoern Foss    |
| 5B     | 42:14 | NOR  | Geir Vegard Alien  | SWE  | George Witthof   | NOR  | Hans Anton Aalien |

### 20 km
| Klasse |         | land | Goud              | land | Zilver           | land | Brons             |
| ------ | ------- | ---- | ----------------- | ---- | ---------------- | ---- | ----------------- |
| 5A     | 1:11:27 | NOR  | Terje Loevaas     | NOR  | Morten Langeroed | NOR  | Torbjoern Foss    |
| 5B     | 1:25:33 | NOR  | Hans Anton Aalien | SWE  | George Witthof   | NOR  | Geir Vegard Alien |

## Vrouwen

### 4x5 km 5A-5B
| Rank | Land | Tijd    |
| ---- | ---- | ------- |
| 1    | SWE  | 1:35:25 |
| 2    | NOR  | 1:43:33 |
| 3    | CAN  | 2:22:03 |

### 5 km
| Klasse |       | land | Goud                | land | Zilver       | land | Brons            |
| ------ | ----- | ---- | ------------------- | ---- | ------------ | ---- | ---------------- |
| 2A     | 25:10 | FIN  | Liisa Maekelae      |      |              |      |                  |
| 5      | 34:05 | NOR  | Brit Mjaasund Oejen |      |              |      |                  |
| 5A     | 21:11 | SWE  | Desiree Johansson   | NOR  | Kari Heggum  | FIN  | Matleena Talonen |
| 5B     | 17:17 | SWE  | Birgitta Sund       | NOR  | Aud Berntsen | SWE  | Marianne Edfeldt |

### 10 km
| Klasse |         | land | Goud                | land | Zilver             | land | Brons            |
| ------ | ------- | ---- | ------------------- | ---- | ------------------ | ---- | ---------------- |
| 2A     | 48:39   | FIN  | Liisa Maekelae      |      |                    |      |                  |
| 3A     | 48:39   | FIN  | Alli Hatva          | FRG  | Dorothea Neuweiler | FIN  | Railli Rantala   |
| 5      | 1:07:53 | NOR  | Brit Mjaasund Oejen |      |                    |      |                  |
| 5A     | 42:52   | SWE  | Desiree Johansson   | NOR  | Kari Heggum        | FIN  | Matleena Talonen |
| 5B     | 50:28   | SWE  | Birgitta Sund       | NOR  | Aud Berntsen       | SWE  | Marianne Edfeldt |

## Deelnemende landen Langlaufen 1980
- NOR
- SWE
- FIN
- AUT
- FRG
- YUG
- AUS
- DEN
- USA
- CAN
- GBR
- UGA
- FRA
- SUI
- AUS

Alpineskiën · Langlaufen · Priksleeën
1976 · 1980 · 1984 · 1988 · 1992 · 1994 · 1998 · 2002 · 2006 · 2010 · 2014